# 日本文化中心 (臺北市)
日本文化中心是位於台灣台北市松山區的日本文化中心，位於日本台湾交流協会大樓內。

## 历史
2017年11月22日，在日本東京舉行的台日經貿會議期間簽署了文化交流諒解備忘錄。文化中心於2017年11月27日開幕，日本駐台代表沼田乾雄和台日關係協會會長邱義仁出席了儀式。邱在開場致辭中希望中心繼續推動交流，增進台灣民眾對日本文化的了解。 

## 展覽
文化中心設有圖書館，館藏超過20,000冊日本文化和旅遊相關書籍。

## 活动
文化中心擬舉辦系列文化交流活動。

## 交通
台北捷运南京復興站東北方向步行即可到達文化中心。